# 佐々木満
佐々木 満（ささき まん(実際の読みは、ささき ゆたか)、1926年4月20日 - 2022年4月7日）は、日本の政治家、官僚。自由民主党所属で参議院議員（4期）を務めた。

## 来歴・人物
秋田県雄勝郡山田村出身。秋田県立能代高等学校、東京大学法学部卒業。大学卒業後、自治省に入省。後に秋田県庁に移り、厚生部長などを歴任。山崎五郎の死去に伴う1976年の参議院議員補欠選挙に秋田県選挙区から自民党公認で立候補し初当選。連続当選4回。党内では中曽根康弘→渡辺美智雄派に属し、北海道開発政務次官、自民党参議院政策審議会長などを務めた後、1990年第2次海部改造内閣の総務庁長官として初入閣。1995年には政府が提出した宗教法人法改正案を審議する参議院宗教法人等に関する特別委員長に就任したが、創価学会を基盤とする野党の新進党の強い反発で審議は混乱し、精神的にも肉体的にも自信を失った佐々木は健康上の理由で委員長を辞任。後任は自民党参議院国会対策委員長の倉田寛之が就任した。1998年政界引退。2000年勲一等瑞宝章受章。
2022年4月7日、秋田市内で死去。95歳没。

## 議員連盟
- 憲法20条を考える会（顧問）

| 議会          | 議会                                                      | 議会          |
| ------------- | --------------------------------------------------------- | ------------- |
| 先代 岩崎純三 | 参議院社会労働委員長 1986年 - 1987年                      | 次代 関口恵造 |
| 先代 大鷹淑子 | 参議院沖縄及び北方問題 に関する特別委員長 1982年 - 1983年 | 次代 板垣正   |
| 公職          |                                                           |               |
| 先代 塩崎潤   | 総務庁長官 第10代：1990年 - 1991年                        | 次代 岩崎純三 |